# Fernando Díaz Alberdi
Fernando Díaz Alberdi (Buenos Aires, 2 luglio 1972) è un ex rugbista a 15 e allenatore di rugby a 15 argentino.

## Biografia
Pilone, ha da sempre militato nel Club Universitario de Buenos Aires, che compete nel campionato provinciale dell'URBA.
Esordì in Nazionale argentina a Montevideo contro l'Uruguay, nel corso del Sudamericano 1997, che i Pumas vinsero; disputò poi altri due test match, tutti esterni, contro Scozia e Irlanda in preparazione alla Coppa del Mondo di rugby 1999 in Galles, per la quale fu convocato ma in cui non fu mai schierato.
Disputò il suo ultimo test match, nel giugno 2000 a Brisbane contro l'Australia e, pochi giorni più tardi, in un incontro di campionato tra il CUBA e il Pucará, Díaz Alberdi dovette uscire dal campo in barella a causa di un violento scontro di gioco che aveva interessato la zona cervicale, dove era già stato operato per un precedente infortunio; a un tentativo di rientro nel 2001 fece poi seguito il ritiro definitivo e il passaggio ad allenatore dello stesso Club Universitario, incarico che ricopre tuttora.

## Palmarès
- Campionati sudamericani: 1
Argentina: 1997